# 深水埗公共圖書館 (第一代)
深水埗公共圖書館（英語：Sham Shui Po Public Library ）是香港一間已關閉的公共圖書館。該館位於九龍深水埗元州街168-174號鴻裕大廈二樓，由香港市政局於1977年8月19日設立，成為深水埗區第一間公共圖書館。隨著保安道市政大廈建成，該館於1988年3月28日關閉，並由保安道公共圖書館取代。

## 歷史
1973年，鑑於深水埗區缺乏公立圖書館，香港市政局圖書館事務委員會建議在計劃中的深水埗街市綜合大樓設立公共圖書館，不過該館未能滿足區內人口所需，故此提議在蘇屋邨學校區一帶增設一間公共圖書館。
1976年10月，該委員會同意在深水埗區設立一間面積約500平方英尺的小型圖書館，並預計在1977-78年度啟用。該館選址定於深水埗元州街168-174號鴻裕大廈二樓，工程由工務司署負責。翌年8月19日，圖書館正式對外開放，但因為某些原因、開幕典禮延至9月1日舉行，由時任市政局議員，圖書館事務委員會副主席何楊展翹主持儀式。
1984年，市政局同意本圖書館遷至保安道市政大廈，以便增加藏書及新增視聽資料圖書館。隨著保安道公共圖書館於1987年3月29日啟用，本圖書館隨即關閉，予以取代。

## 設施及服務
深水埗公共圖書館樓面面積合共1,214平方米，設有成人圖書館、兒童圖書館、參考圖書部、報刊及期刊閱覽室、特別活動室及學生自修室。該館主要服務深水埗區內居民，包括蘇屋、長沙灣及石硤尾等，提供圖書借閱、專題展覽、館內導賞等服務及活動。
館藏方面，開館初期約有25,000本中英圖書、18份香港報紙及逾百本中英期刊。直至1981年10月為止，館內中英藏書已增至41,545本。